# Alopecosa solivaga
Alopecosa solivaga är en spindelart som först beskrevs av Kulczynski 1901.  Alopecosa solivaga ingår i släktet Alopecosa och familjen vargspindlar.

## Underarter
Arten delas in i följande underarter:
- A. s. annulata
- A. s. borea
- A. s. katunjica
- A. s. lineata